# Shona (S.10) jezici
Shona (S.10) jezici, nigersko-kongoanski jezici iz centralne bantu skupine u zoni S. Donedavno je obuhvaćala (8) jezika koji se govore u Mozambiku i Zimbabveu, a dasnas sverga 2: a to su: 
- dema [dmx], 5.000 (2000 J. & M. Bister), Mozambik.
- shona [sna], 10.700.000 u Zimbabveu; 11.000 u Bocvani (2004 R. Cook); 30.200 u Zambiji (2000).

Nekadašnji članovi su:
- kalanga ili bakaa [kck], 700.000 u Zimbabveu (Chebanne and Nthapelelang 2000); 150.000 u Bocvani (2004 R. Cook). Danas u podskupini Shona (S.16)
- manyika ili 	bamanyeka [mxc], 861.000 u Zimbabveu (2000 WCD); 164.000 in Mozambiku (2006). Danas u podskupini Shona (S.13)
- nambya [nmq], 90.000 u Zimbabveu (Chebanne and Nthapelelang 2000); 15.000 u Bocvani (2004 R. Cook). Danas u podskupini Shona (S.16)
- ndau ili chindau [ndc], 1.580.000 u Mozambiku (2006); 800.000 u Zimbabveu (2000 Chebanne). Danas u podskupini Shona (S.15)
- tawara [twl], 60.000 (2006), Mozambik. Danas u podskupini Shona (S.11)
- tewe ili chiute [twx], 250.000 (2000 NELIMO), Mozambik. Danas u podskupini Shona (S.13)

## Vanjske poveznice
- Ethnologue (14th)[neaktivna poveznica]
- Ethnologue (15th)  Arhivirana inačica izvorne stranice od 6. ožujka 2016. (Wayback Machine)